# アレグザンダー・ダフ (初代ファイフ公爵)
初代ファイフ公爵アレグザンダー・ヴィリアム・ジョージ・ダフ（英: Alexander William George Duff, 1st Duke of Fife,KG KT GCVO PC VD、1849年11月10日 – 1912年1月12日）は、イギリスの貴族。イギリス王エドワード7世とアレクサンドラ王妃の第1王女（プリンセス・ロイヤル）ルイーズの夫。

## 生涯
第5代ファイフ伯爵とアグネス・ヘイ（Agnes Hay, 1829年3月12日 - 1869年12月18日）との長男として誕生した。母アグネスは第18代エロル伯爵ウィリアム・ヘイとエリザベス・フィッツクラレンス（ウィリアム4世の庶子）との次女にあたる。

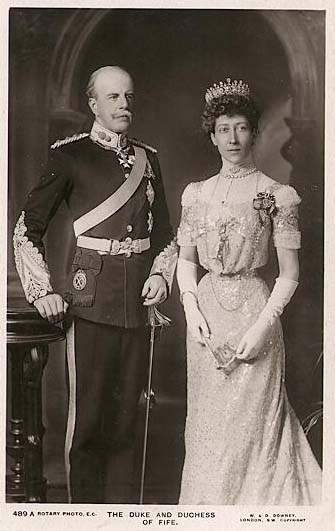
初代ファイフ公アレグザンダー・ダフと妻のルイーズ王女

1879年に父より爵位を継承した。ヴィクトリア女王によって1885年に連合王国貴族のファイフ伯爵に、1889年にファイフ公爵及びマクダフ侯爵に陞爵した。これらの爵位は男子のみが相続できたが、アレグザンダーとルイーズの間には夭逝した長男アラステア以後男子が生まれなかった。そこで1900年に女王は「初代公の女子、およびその直系男子」にも相続を認めるというspecial remainder付きで改めてアレグザンダーをファイフ公爵及びマクダフ伯爵に叙した。
1911年12月、エジプトへの航海中にアレグザンダー一家が乗船していた船がモロッコ沖で難破した。彼は胸膜炎にかかって1912年1月12日にアスワンで死去した。ウィンザー城のセント・ジョージ礼拝堂に数ヶ月安置された後アバディーンシャーのブレイマー近くにあるMar Lodgeのセント・ニニアン礼拝堂に葬られた。1900年創設のファイフ公爵位及びマクダフ伯爵位は長女のアレグザンドラ王女が相続した。残る7つの爵位はすべて消滅した。

## 栄典

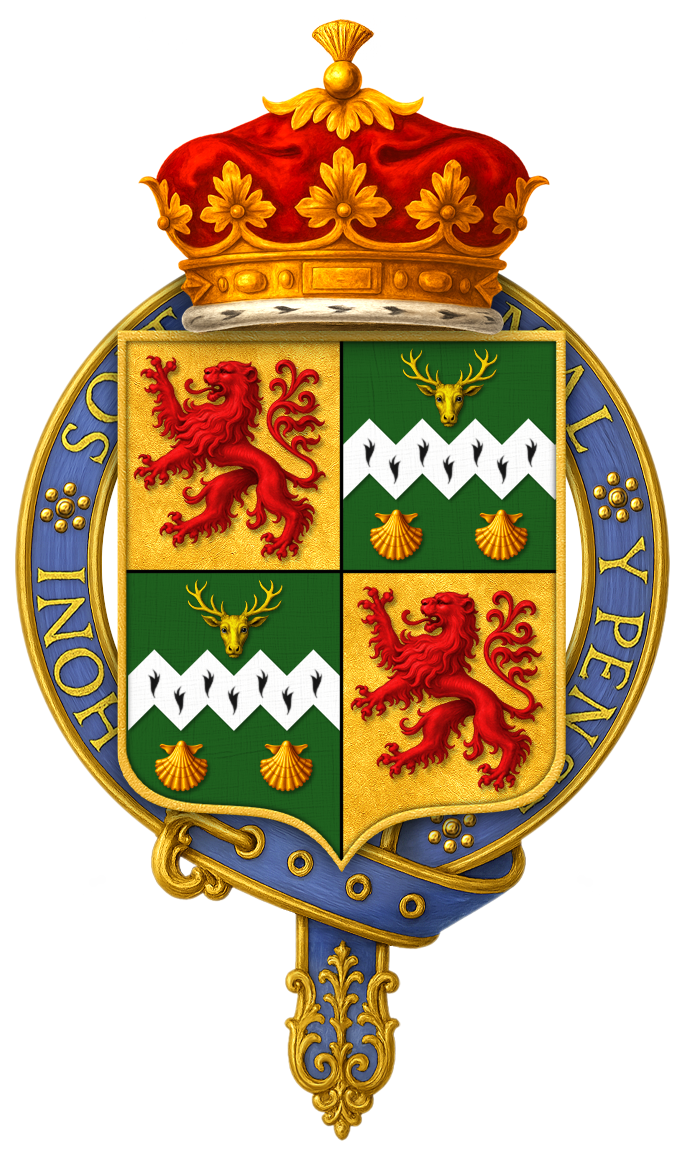
公爵個人の紋章。ガーター勲章を受勲したことが分かる。

### 爵位
1879年8月7日に父の死去に伴って以下の爵位を継承した。
- 第6代ファイフ伯爵(6th Earl Fife)
(1759年4月26日の勅許状によるアイルランド貴族爵位)
- 第6代マクダフ子爵(6th Viscount Macduff)
(1759年4月26日の勅許状によるアイルランド貴族爵位)
- 第6代キャバン県キルブライドのブレイコー男爵(6th Baron Braco, of Kilbryde in the County of Cavan)
(1735年7月28日の勅許状によるアイルランド貴族爵位)
- 第2代アバディーン州スキーンのスキーン男爵(2nd Baron Skene, of Skene in the County of Aberdeen)
(1857年10月1日の勅許状による連合王国貴族爵位)

1885年7月13日に以下の爵位を新規に叙された。
- 初代ファイフ伯爵(1st Earl of Fife)
(勅許状による連合王国貴族爵位)

1889年7月29日に以下の爵位を新規に叙された。
- 初代ファイフ公爵(1st Duke of Fife)
(勅許状による連合王国貴族爵位)
- 初代マクダフ侯爵(1st Marquess of Macduff)
(勅許状による連合王国貴族爵位)

1900年4月24日に以下の爵位を新規に叙された。
- 初代ファイフ公爵(1st Duke of Fife)
(勅許状による連合王国貴族爵位、男子なき場合はその長女への相続を認める特別規定あり)
- 初代マクダフ伯爵(1st Earl of Macduff)
(勅許状による連合王国貴族爵位、男子なき場合はその長女への相続を認める特別規定あり)

### 勲章
- ガーター勲爵士（KG）[8]
- シッスル勲爵士（KT）[1]
- ロイヤル・ヴィクトリア勲爵士（GCVO）[9]
- ロイヤル・ヴィクトリア頸飾
- 王立海軍志願予備部隊士官勲章（英語版）（VD）

### その他
- 枢密顧問官（PC）[1]